# Marea Moschee din Bursa
Marea Moschee din Bursa este o moschee din orașul Bursa, din Turcia. Ea este cea mai mare și mai importantă moschee din oraș, și una dintre primele moschei construite de otomani.

## Istorie și arhitectură
Moscheea a fost construită din ordinul sultanului Baiazid I, în stil selgiucid, și a servit ca un punct de reper pentru viitoarea arhitectură otomană. Ea a fost construită de către arhitectul Ali Neccar, între anii 1396-1399. Se spune că moscheea ar fi fost construită în cinstea victoriei de la Nicopole din anul 1396 împotriva creștinilor.
Moscheea este o clădire mare, dreptunghiulară, cu două minarete și douăzeci de domuri. În curtea ei se află o fântână pentru băile ritualice, iar interiorul este frumos decorat cu litere arabe și versete din Coran. De asemenea și interiorul este dotat cu o fântână.

## Fotogalerie

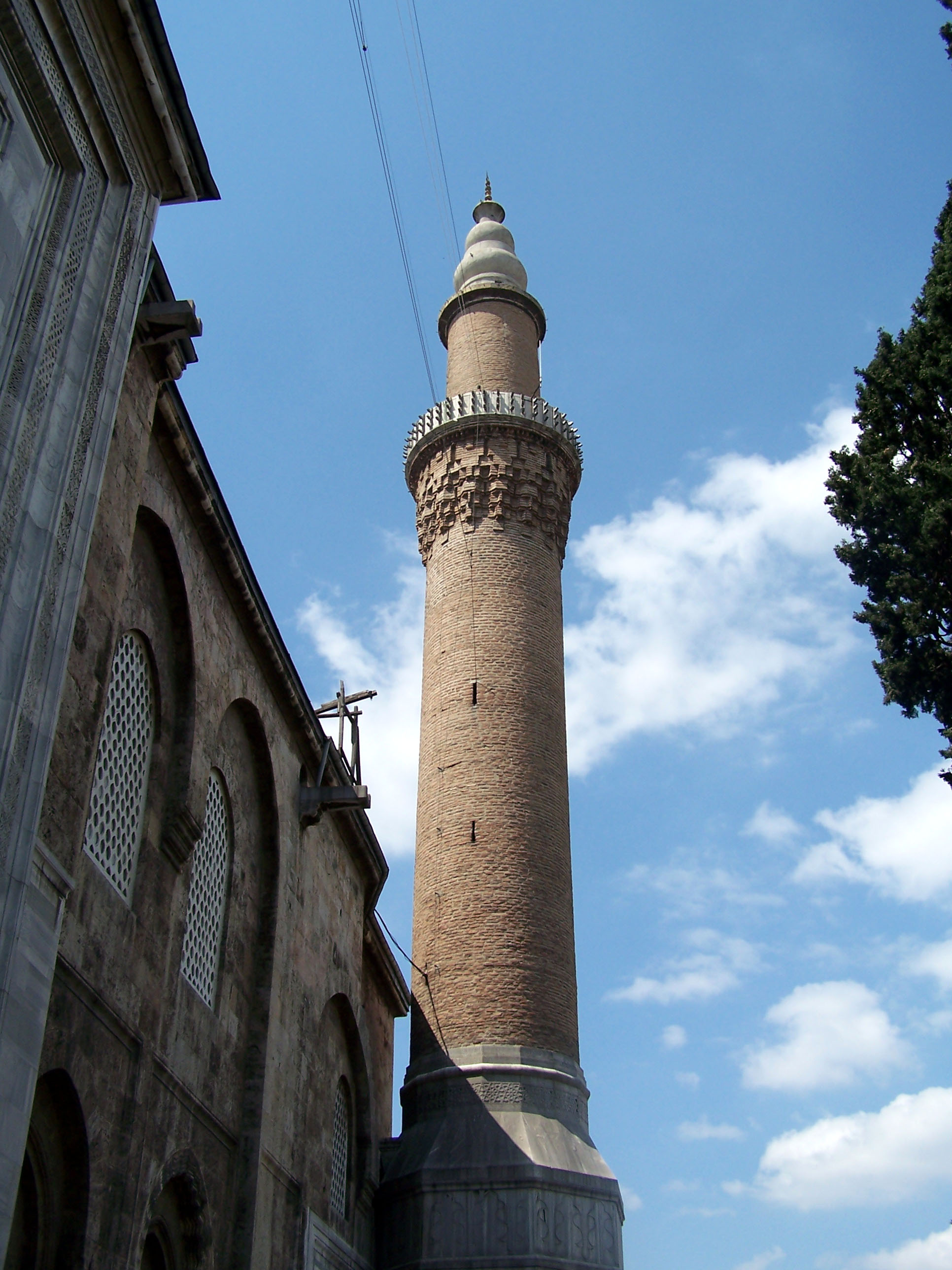
Un minaret
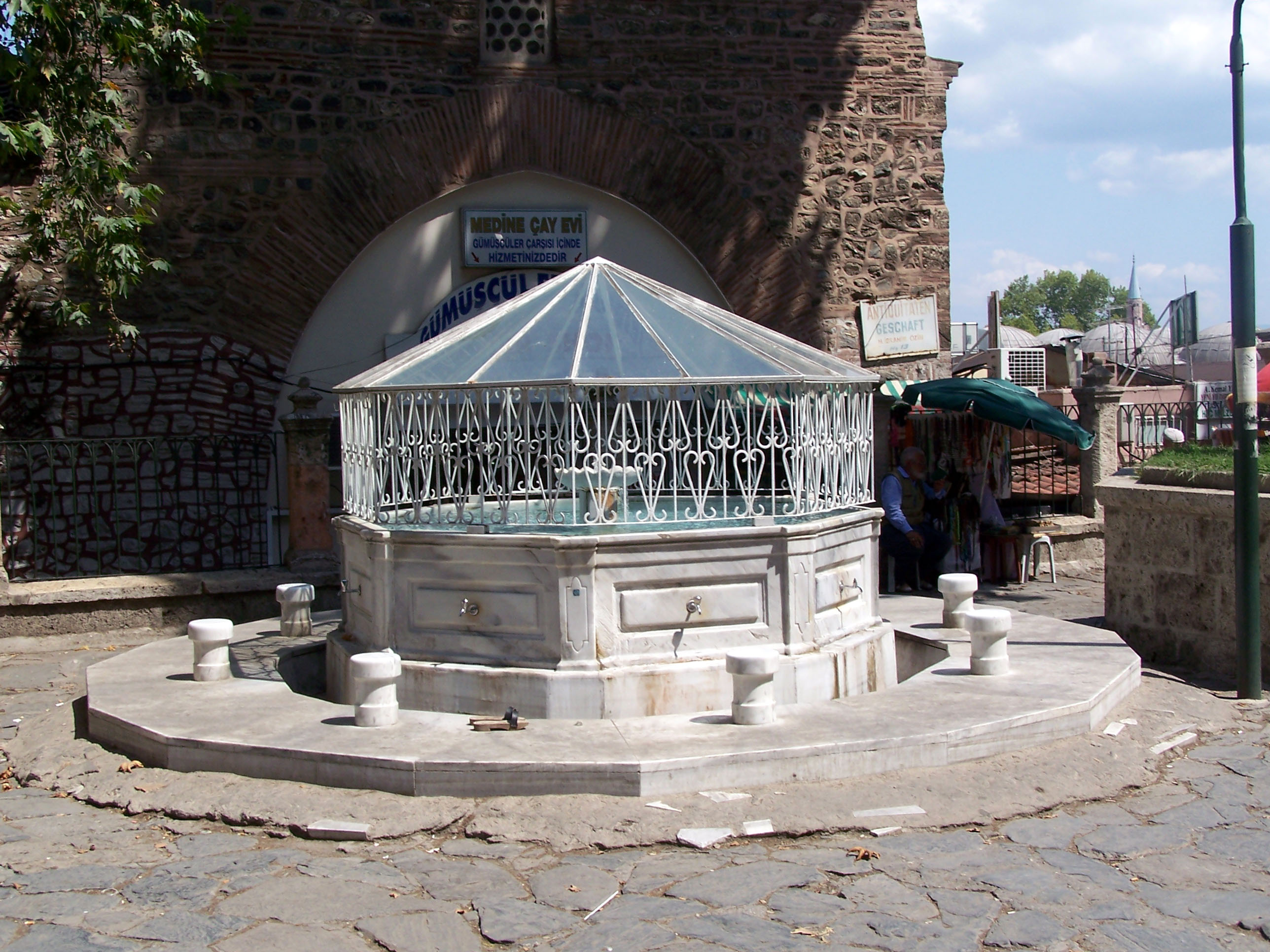
Fântâna din curte
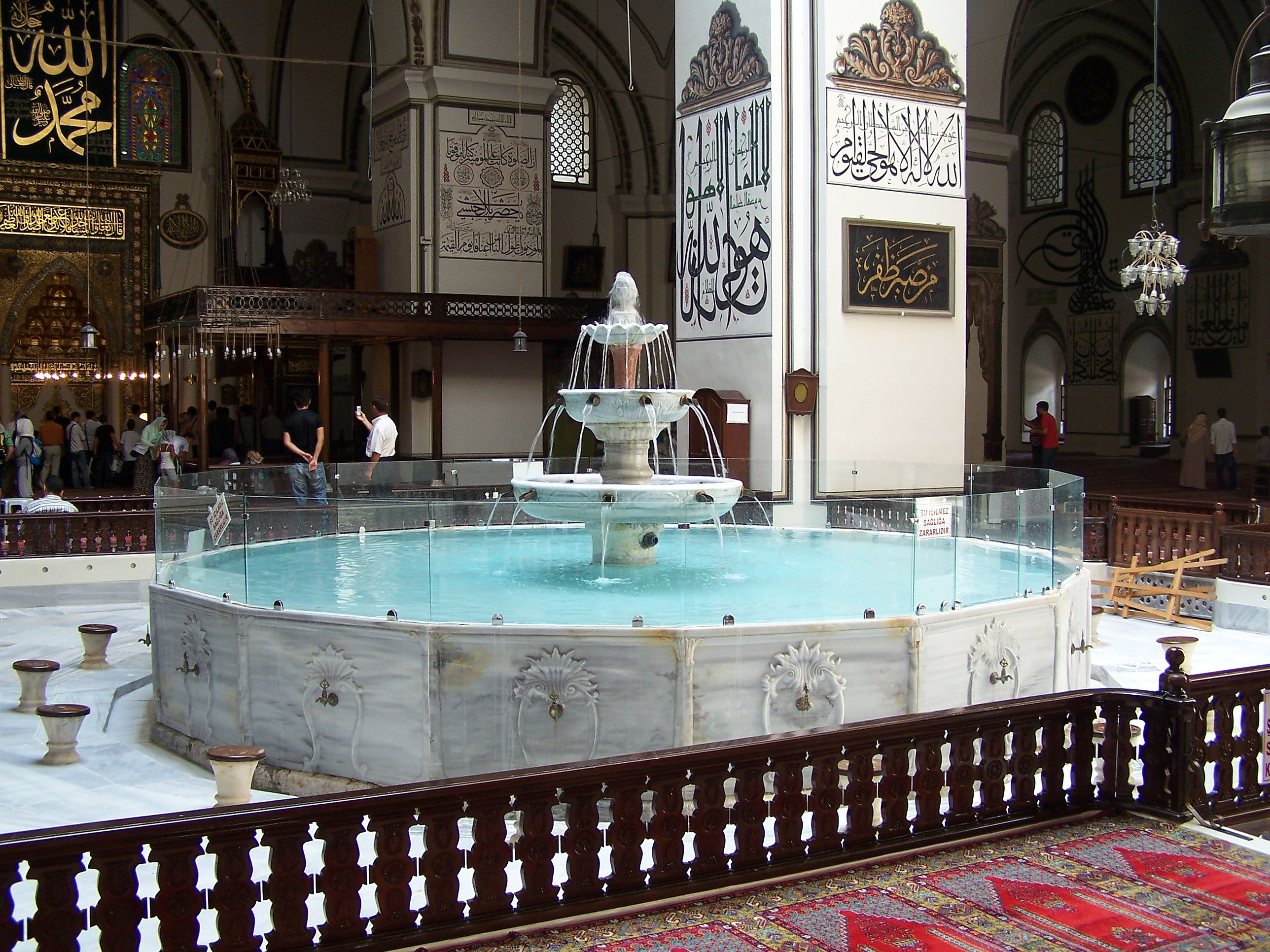
Fântâna din interior
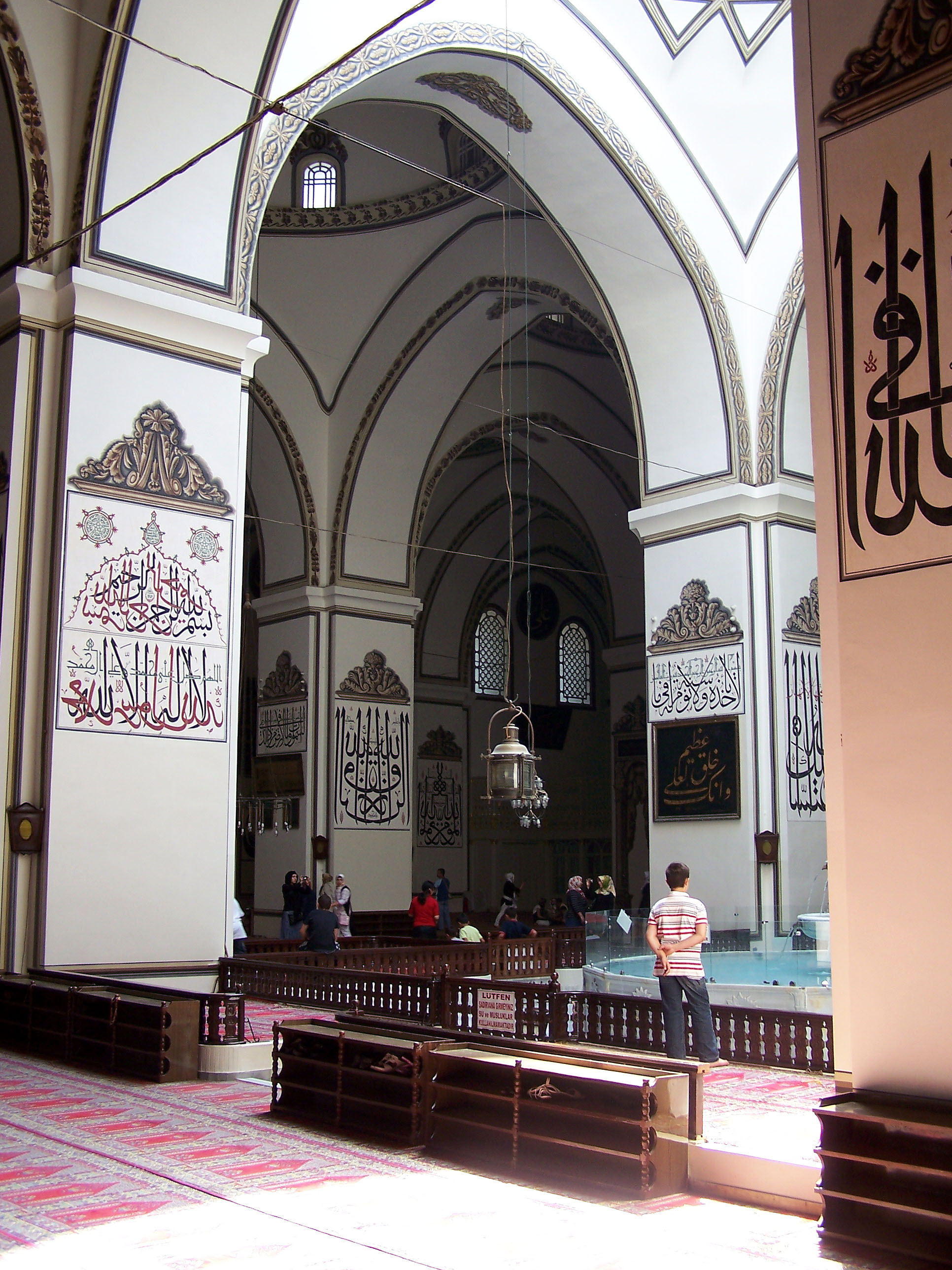
Interiorul
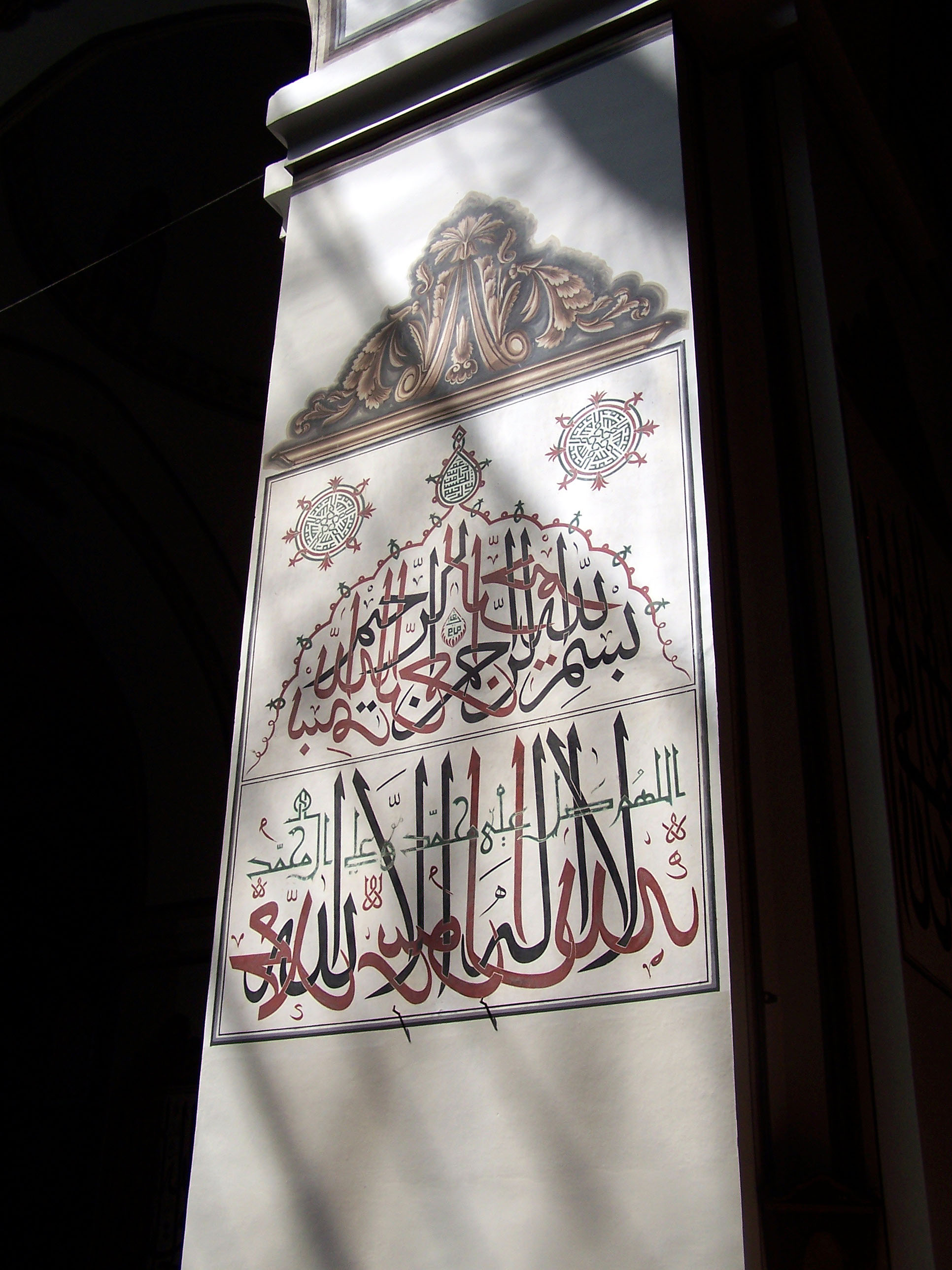
Coloană cu inscripție arabă
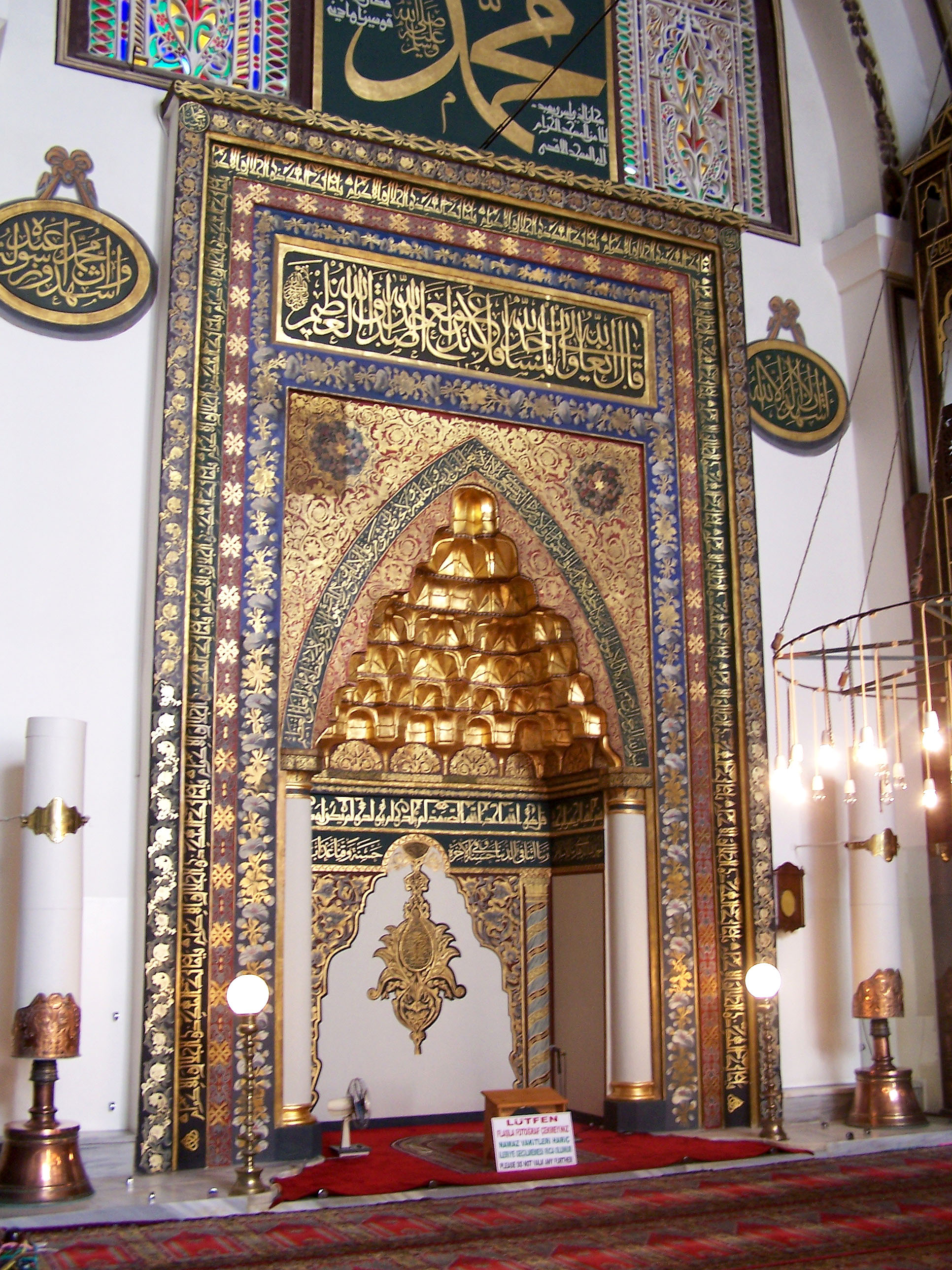
Mihrabul

## Legături externe
- en BursaUluCamii.com Site wb oficial
- en Imagini cu Marea Moschee din Bursa Arhivat în 29 septembrie 2018, la Wayback Machine.
- en Imagini cu Moscheea Ulu din Bursa Arhivat în 13 august 2009, la Wayback Machine.